# Willem Pijper

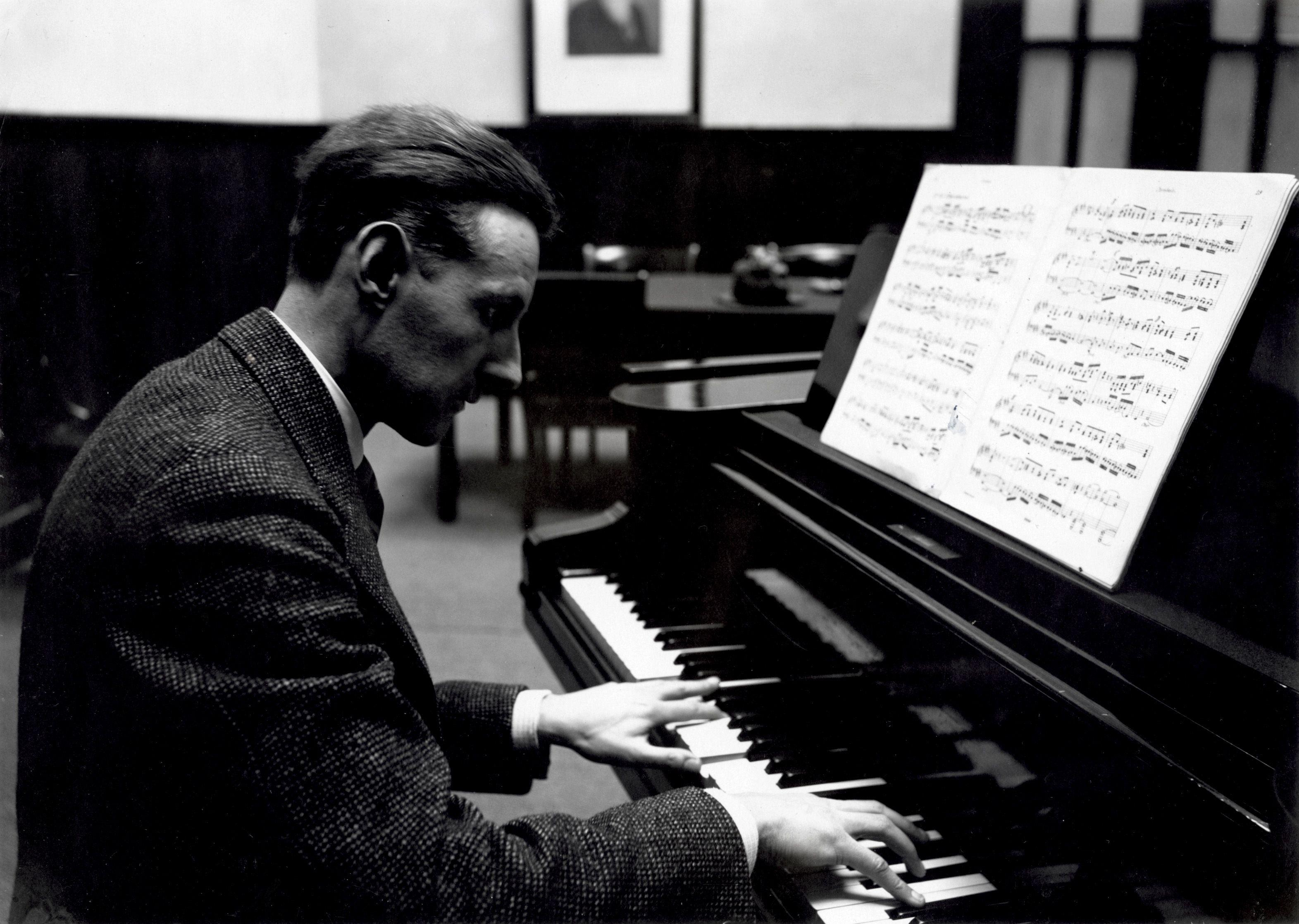
Aan de piano, jaren dertig

Willem Frederik Johannes Pijper (Zeist, 8 september 1894 – Leidschendam, 19 maart 1947) was een Nederlands componist en auteur over muziek. Hij wordt gezien als een van de belangrijkste Nederlandse componisten uit de eerste helft van de twintigste eeuw.

## Levensloop
Willem Pijper werd geboren in Zeist. Hij deed in 1915 examen muziektheorie aan de Toonkunst-muziekschool in Utrecht (het latere Utrechts Conservatorium) en had compositieles van Johan Wagenaar. Zijn pianolerares aldaar was Helena Johanna van Lunteren-Hansen. Al in 1918 werd zijn werk uitgevoerd door het Concertgebouworkest. Om in zijn levensonderhoud te voorzien schreef Pijper muziekkritieken en essays in dagbladen en periodieken. Hij begon zijn carrière als muziekcriticus in 1917 bij het Utrechts Dagblad. Tegelijkertijd was hij leraar compositie aan het Amsterdams Muzieklyceum. In deze periode raakte hij verwikkeld in een heftig conflict met de dirigent van het Utrechts Stedelijk Orkest (USO), de componist Jan van Gilse, op wiens dirigeerstijl hij als criticus veel aan te merken had. In 1921 kon Van Gilse de kritiek niet meer aan. Hij weigerde zijn taak nog langer uit te oefenen in Pijpers aanwezigheid en vertrok in 1922 uit Utrecht.

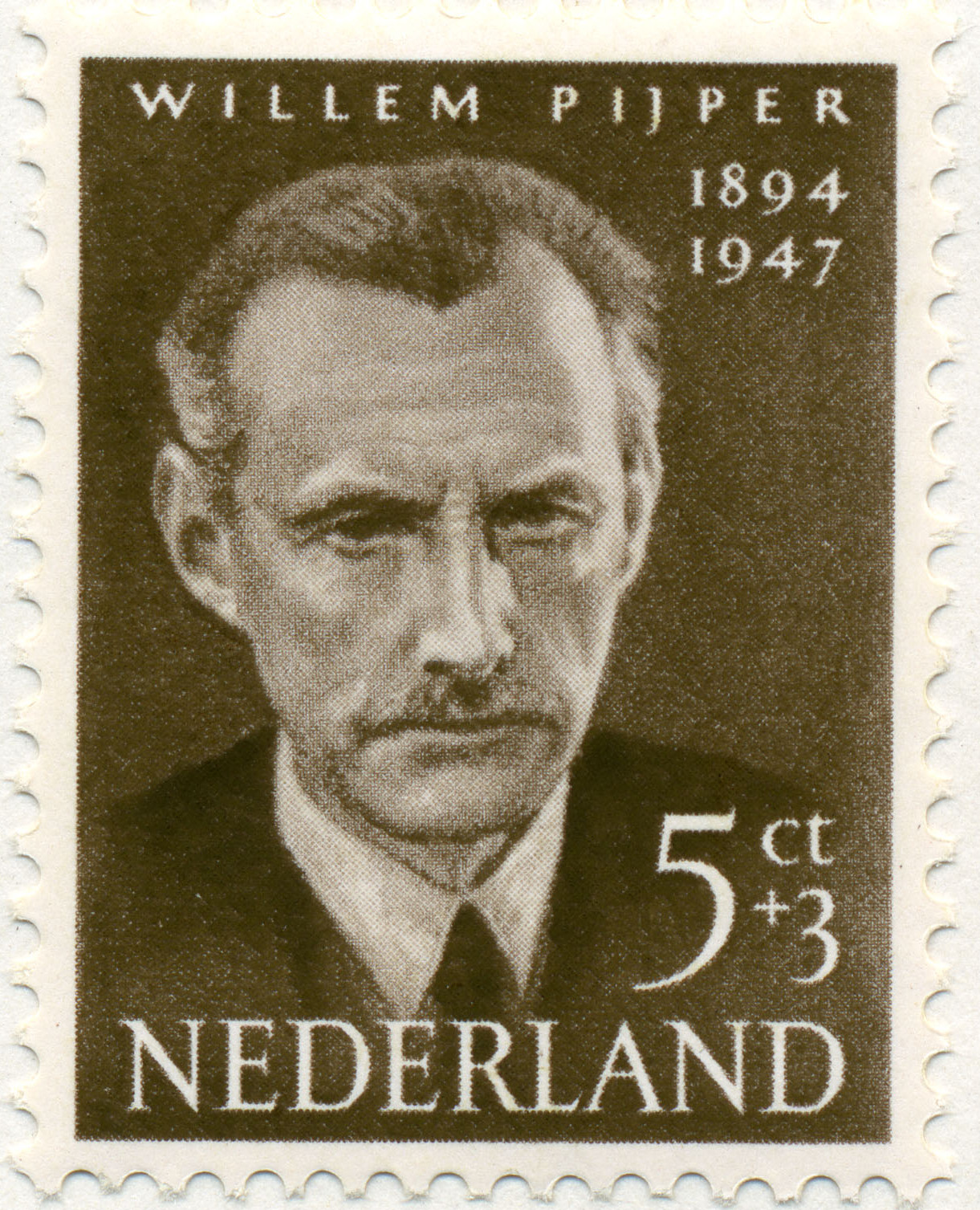
Zomerpostzegel 1954

In 1925 werd Pijper benoemd tot hoofddocent instrumentatie aan het Amsterdams Conservatorium. In 1926 richtte hij het tijdschrift De Muziek op, samen met Paul F. Sanders. Van 1930 tot zijn dood was hij directeur van het Rotterdams Conservatorium. Tot zijn leerlingen behoren Henk Badings, Bertus van Lier, Henriëtte Bosmans, Oscar van Hemel, Guillaume Landré, Hans Henkemans, Kees van Baaren, Rudolf Escher en Jan van Dijk. In de tweede helft van de jaren dertig schreef hij nog over muziek voor de Groene Amsterdammer.
Willem Pijper overleed in 1947 op 52-jarige leeftijd in Leidschendam aan longkanker. Hij is begraven op Begraafplaats Zorgvlied. Op de Kop van Zuid in Rotterdam staat een bronzen beeld van Pijper, gemaakt door Willem Verbon.

## Werk
Als componist werd Pijper eerst beïnvloed door de Duitse laat-romantiek en in het bijzonder Gustav Mahler, zoals blijkt uit zijn eerste symfonie (1917). Al snel wendde hij zich tot het Franse impressionisme van Claude Debussy en Maurice Ravel. Na 1920 streefde hij naar een absolute muziek, vrij van literaire verwijzingen. Zijn leidsmannen werden toen vooral Darius Milhaud, Igor Stravinsky en Béla Bartók. In zijn werken gebruikte hij polytonaliteit en polyritmiek. Als compositiemethode hanteerde hij de door hemzelf bedachte 'kiemceltechniek', waarbij allerlei motieven zich afzetten tegen een klankcentrum dat grotendeels onveranderlijk blijft. Enigszins verrassend kan zijn voorkeur voor Spaanse ritmen als tango en habanera genoemd worden. Zijn ritmisch scherpe en kortaangebonden stijl meed lyrische momenten.
Vanaf ongeveer 1932 ging Pijper milder en doorzichtiger componeren. In die jaren schreef hij de opera's Halewijn en Merlijn (de laatste onvoltooid). Ook al koos hij een principieel andere weg dan de atonaliteit en de twaalftoonstechniek van de Tweede Weense School, hij heeft een belangrijke bijdrage geleverd aan de ontwikkeling van de moderne muziek in Nederland.
Willem Pijper schreef ook maçonnieke muziek, waaronder de Zes adagio's (1940).
Kort voor de Duitse aanval op Nederland in 1940 deponeerde Pijper een groot deel van zijn composities in een safe bij een bank. Alle manuscripten die hij nog thuis bewaarde gingen bij het bombardement op Rotterdam op 14 mei 1940 verloren.

## Composities

### Orkestwerken
- 1918 Symfonie nr. 1 Pan in D
- 1921 Symfonie nr. 2[6]
- 1926 Symfonie nr. 3
- 1928 Zes symfonische epigrammen
- 1940 Zes adagio's voor strijkorkest[7]

### Concertante werken
- 1915 Orkeststuk met piano
- 1916 Divertimento voor piano en strijkers
- 1927 Pianoconcert
- 1936/47 Celloconcert
- 1938/9 Vioolconcert

### Opera's
- 1932-1933 Symfonisch drama Halewijn, libretto van Emmy van Lokhorst, deels gebaseerd op Martinus Nijhoff
- 1939-1945 Symfonisch drama Merlijn (onvoltooid),[3] libretto van Simon Vestdijk[8]

### Toneelmuziek
- 1920,1922 Antigone van Sophocles
- 1924 de Bacchanten van Euripides
- 1925 de Cykloop van Euripides
- 1930 the Tempest van Shakespeare
- 1937 Faëton van Joost van den Vondel

### Vocale muziek (selectie)
- 1916 Fêtes Galantes
- Diverse liederen
- Diverse werken voor koor en orkest

### Kamermuziek
- 5 Strijkkwartetten: 1914,[9] 1920, 1923, 1928, 1946
- 2 Pianotrio's 1914, 1921
- 2 Cellosonates 1919,1924
- 1920 Septet
- 1921 Sonate voor fluit en piano, opgedragen aan Johan Feltkamp
- 1923 Sextet
- 1923 Quattro Pezzi Antichi
- 1927 Phantasie
- 1929 Quintet
- 1931 Sonate voor solo-viool

### Werken voor piano
- 1913 Thema en variaties
- 1915 Drie Aphorismen
- 1917 Sonatine Nr. 1
- 1925 Sonatine Nr. 2
- 1925 Sonatine Nr. 3
- 1926 Drie Dansen
- 1930 Sonate
- 1935 Sonate voor twee piano's

## Publicaties

### Van Willem Pijper
- De quinten-cirkel, opstellen over muziek. Querido, Amsterdam, 1929.
- De stemvork, opstellen over muziek. Querido, Amsterdam, 1930.
- Simon Vestdijk & Willem Pijper, Merlijn. Het ontstaan van een opera in brieven en documenten, verzorgd door Arthur van Dijk en Mieke Vestdijk. Nijgh & Van Dithmar, Amsterdam, 1992.
- Het papieren gevaar - Verzamelde geschriften (1917-1947). 3 dln. + register, bezorgd door Arthur van Dijk. Muziek Centrum Nederland, Amsterdam, 2011. ISBN  978-90-6375-217-0
- In het licht van de eeuwigheid. Het leven in brieven 1917-1947, bezorgd, ingeleid en geannoteerd door Arthur van Dijk. De Arbeiderspers, Amsterdam, 2019, Privé-domein nr. 305. ISBN 978-90-295-0548-2

### Over Willem Pijper
- W.C.M. Kloppenburg, Thematisch-bibliografische catalogus van de werken van Willem Pijper. Van Gorcum, Assen, 1960.
- Arthur van Dijk, Een lied dat niet sterven zal. Het rusteloze leven van Willem Pijper (1894-1947). De Arbeiderspers, Amsterdam, 2025, Open Domein, 556 pp. ISBN 978-90-295-4268-5